# Napínač stehenní povázky

Poloha

Napínač stehenní povázky (latinsky tensor fasciae latae, nebo tensor fasciæ latæ, zkratka TFL, či musculus tensor fasciae latae – v překladu z latiny „sval v oblasti kyčle“) je sval na lidském stehně. Jeho struktura a funkce souvisí s velkým svalem hýžďovým. Spolupůsobí při pohybech stehna (flexe, abdukce, vnitřní rotace) a extenzi v koleně. Inervuje jej motorický nerv nervus glutaeus superior. Začíná na pánvi (na předním horním kyčelním trnu), prostřednictvím tractus iliotibialis (šlašitý pruh umístěný na laterální straně stehna) se upíná na tibii (na laterální kondyl).